# Daewoo Telecom K7
A Daewoo Telecom K7 é uma submetralhadora de calibre 9x19mm Parabellum com silenciador integrado, utilizada pelas Forças Armadas da República da Coreia. Baseia-se no fuzil de assalto Daewoo K1A, mas é simplificada pela utilização de um sistema de ação blowback em vez do sistema de impacto a gás de sua arma original.
Foi exibida pela primeira vez fora da Coreia, nos Emirados Árabes Unidos, na convenção IDEX (International Defence Exhibition) de 2003.
A K7 é atualmente fabricada pela SNT Motiv.

## Operadores
- Bangladesh: Usada pelo Mergulho e Salvamento de Guerra Especial.
- Indonésia: Grupo de mergulhadores táticos Komando Pasukan Katak (Kopaska) e grupo de forças especiais Komando Pasukan Khusus (Kopassus).[4][5] Em 2019, um relatório de armas leves do SIPRI indica que cerca de 1.786 K7 foram transferidas para a Indonésia.[6] Em 2021, a Indonésia operava 6 vezes mais do que o estoque sul-coreano.[7]
- Irão: Um número desconhecido de K7 e XK9 é usado no Irã.[8] A K7 também é usada como arma de fogo padrão pela guarda presidencial iraniana.[9]
- Papua-Nova Guiné: Usada pela Polícia Real de Papua Nova Guiné.
- Coreia do Sul: Usada pelo Comando de Guerra Especial do Exército da República da Coreia e Flotilha Naval Especial de Guerra da República da Coreia.[10]

### Uso experimental
- Tailândia: Um relatório de armas de pequeno porte do SIPRI de 2019 indica que duas K7 foram transferidas para a Tailândia.[6]